# Salangen (Fjord)
Der Salangen (nordsamisch: Siellakvuotna) ist eine etwa 8 km lange und an der schmalsten Stelle 3,2 km breite  Meerenge im norwegischen Fylke (Provinz) Troms. Er liegt, mit seinen Ausläufern Løksefjord und Sagfjord, in der nach ihm benannten Kommune Salangen.

## Geographie
Der Salangen ist ein Sund und verläuft vom Nordostende des Astafjords im Westen, wo der Mjøsund unter der Mjøsundbrücke hindurch nach Norden abzweigt, nach Ostnordosten. Er endet nominell nördlich der kleinen Insel Forøya, etwa 2,5 km südwestlich des Weilers Løksebotn; von dort an wird das letzte, kurze Teilstück Løksefjord genannt. Ebenfalls dort biegt die Verlängerung des Salangen, der rund 8 km lange Sagfjord, nach Südosten ab.
Der Salangen liegt zwischen hohen Bergmassiven: am Nordufer steigt der Løksetind bis auf 1237 m Höhe, und im Süden liegt das 1235 m hohe Høgfjell.

## Siedlungen und Verkehr
Das steil aufsteigende Nordufer ist nahezu unbesiedelt, während am Südufer von Håkavik bis Rotvika vereinzelte Häuser und Höfe das Ufer säumen. Entlang dem Nordufer verläuft die Provinzstraße Fv 848 von Løksebotn nach Westen und verbindet über die Mjøsundbrücke und den Ibestadtunnel die beiden Inseln Andørja und Rolla mit dem Straßennetz des Festlands. Am Südufer verläuft die Fv 152, die die dortigen Streusiedlungen und die am Südufer des Sagfjords mit Sjøvegan, dem Haupt- und Verwaltungsort der Kommune Salangen, am Südende des Sagfjords verbindet.